# Dyspteris insignis
Dyspteris insignis är en fjärilsart som beskrevs av Paul Dognin 1912. Dyspteris insignis ingår i släktet Dyspteris och familjen mätare. Inga underarter finns listade i Catalogue of Life.